# ژوان ژسوس
ژوان گیلرمه نونز ژسوس (به پرتغالی: Juan Guilherme Nunes Jesus) بازیکن فوتبال اهل برزیل است که برای باشگاه ناپولی بازی می‌کند.
ژوان ژسوس در باشگاه‌های اینترناسیونال، اینتر میلان و رم سابقهٔ حضور دارد.